# NGC 4945
NGC 4945（Caldwell 83）は、ケンタウルス座にある棒渦巻銀河である。1826年にジェームズ・ダンロップによって発見された。X線観測によると、大きなブラックホールを含む異常にエネルギーの高いセイファート核を持っていることが示されるが、NGC 4945は銀河系とよく似ていると考えられている。

## 銀河群
NGC 4945は、近隣の銀河群であるケンタウルス座A/M83銀河群で最も明るい銀河の1つである。また、ケンタウルス座Aを中心としたサブグループの中で2番目に明るい。